# Charles de Gaulle
Charles André Joseph Marie de Gaulle , francoski general, častnik in državnik * 22. november 1890, Lille, Francija † 9. november 1970, Colombey-les-Deux-Églises, Francija.
Vodil je Svobodno Francijo proti nacistični Nemčiji v drugi svetovni vojni in predsedoval začasni vladi Francoske republike od leta 1944 do 1946, da bi ponovno vzpostavili demokracijo v Franciji. Leta 1958 se je ponovno vključil v politiko, ko ga je predsednik René Coty imenoval za predsednika Sveta ministrov. Na novo je napisal francosko ustavo in po odobritvi na referendumu ustanovil Peto republiko. Kasneje istega leta je bil izvoljen za predsednika Francije, na ta položaj je bil ponovno izvoljen leta 1965, na katerem je ostal do svojega odstopa leta 1969. 
Rodil se je v Lilleu, leta 1912 pa je opravil diplomo. Bil je odlikovan častnik prve svetovne vojne, večkrat ranjen in kasneje ujet v Verdunu. V medvojnem obdobju se je zavzemal za mobilne oklepne divizije. Med nemško invazijo maja 1940 je vodil oklepno divizijo za obrambo; nato je bil imenovan za podsekretarja za vojno. Ker je zavrnil sprejetje premirja svoje vlade z Nemčijo, je de Gaulle pobegnil v Veliko Britanijo in v svoji pritožbi z dne 18. junija pozval Francoze, naj se uprejo okupaciji in nadaljujejo boj. de Gaulle je nato vodil svobodne francoske sile in kasneje vodil tudi francoski narodnoosvobodilni odbor proti silam osi. Kljub temu, da ni imel tako dobrih odnosov z Združenimi državami Amerike kot Velika Britanija, je na splošno imel podporo Winstona Churchilla in se je tudi izkazal kot nesporni vodja Višijske Francije. Junija 1944 je postal vodja začasne vlade Francoske republike, začasne francoske vlade po osvoboditvi države. Istega leta je de Gaulle uvedel ekonomsko politiko, ki je vključevala znaten državni nadzor nad kapitalističnim gospodarstvom, ki ji je sledilo 30 let rasti brez primere, znane kot Trente Glorieuses. Zaradi vrnitve malega partizanstva v novi Četrti republiki je v začetku leta 1946 je de Gaulle odstopil, vendar je bil še naprej politično aktiven kot ustanovitelj organizacije Rassemblement du Peuple Français (RPF; "Rally francoskega ljudstva"). V zgodnjih petdesetih letih se je upokojil in napisal svoje vojne spomine, ki so hitro postali vpisani v sodobni francoski literaturi, kjer so trajno ostali. 
Ko je alžirska vojna povzročila razpad nestabilne četrte republike, je državni zbor med krizo maja 1958 vrnil na oblast de Gaullea. Ustanovil je Peto republiko z močnim predsedovanjem in je bil izvoljen, da bi še naprej opravljal to vlogo. Uspelo mu je ohraniti Francijo skupaj, medtem ko je sprejel ukrepe za konec vojne, kar je močno razjezilo Pieds-Noirs (etnične Francoze, rojene v Alžiriji) in vojsko; oba sta pred tem podpirala njegovo vrnitev na oblast, da bi ohranil kolonialno oblast. Alžiriji je podelil neodvisnost in postopoma deloval proti drugim francoskim kolonijam. Kot del hladne vojne je de Gaulle začel voditi svojo "politiko veličine" in trdil, da se Francija kot velika sila ne bi smela zanašati na druge države, kot so ZDA, za svojo nacionalno varnost in blaginjo. V ta namen je izvajal politiko nacionalne neodvisnosti, zaradi česar se je umaknil iz Natovega vojaškega integriranega poveljstva in začel razširjati neodvisen jedrski razvojni program, s katerim je Francija postala četrta najmočnejša jedrska sila na svetu. S podpisom Elizejske pogodbe 22. januarja 1963 je de Gaulle izboljšal francosko-nemške odnose, da bi ustvaril evropske odnose med anglo-ameriškim in sovjetskim vplivom.  
Vendar je de Gaulle nasprotoval vsakemu razvoju nadnacionalne Evrope, pri čemer je označeval Evropo kot celino suverenih narodov. de Gaulle je odkrito kritiziral intervencijo ZDA v Vietnamu in privilegij ameriškega dolarja. V njegovih poznejših letih sta njegova podpora sloganu "Vive le Québec libre" in njegova dva pogoja za vstop Velike Britanije v Evropsko gospodarsko skupnost povzročila precejšnje polemike tako v Severni Ameriki kot v Evropi. Čeprav je bil leta 1965 ponovno izvoljen za predsednika, se je maja 1968 soočil z razširjenimi protesti študentov in delavcev, vendar je imel visoko podporo vojske, zaradi česar je zmagal na volitvah s povečano večino v državnem zboru. de Gaulle je s predsedniškega položaja odstopil leta 1969, potem ko je izgubil tekmovanje na referendumu, na katerem je predlagal več decentralizacije. Umrl je eno leto pozneje v svoji rezidenci v Colombey-les-Deux-Églises, njegovi predsedniški spomini pa so ostali nedokončani. 
Številne francoske politične stranke in osebnosti trdijo, da imajo de Gaullejevo dediščino; Številne ulice in spomeniki v Franciji so bili posvečeni njegovemu spominu po njegovi smrti. Pogosto, še posebej v Franciji, je preprosto imenovan kar général de Gaulle, med prijatelji pa mon général.

## Zgodnje življenje

### Mladost
Charles André Joseph Marie de Gaulle se je rodil 22. novembra 1890 v Lilleu v departmaju Nord. Bil je tretji od petih otrok. Vzgojen je bil v predani katoliški in tradicionalni družini. Njegov oče Henri de Gaulle je bil profesor zgodovine in književnosti na jezuitskem kolegiju in je sčasoma ustanovil svojo šolo.
Ko je dopolnil 10 let, je de Gaulle začel brati srednjeveško zgodovino. De Gaulle je začel pisati v svojih zgodnjih najstniških letih, predvsem poezijo, kasneje pa je njegova družina plačala za zasebno izdajo skladbe, enodejanko v verzih o popotniku. Kot velik bralec je dajal prednost filozofskim knjigam pisateljev, kot so Bergson, Péguy in Barrès. Poleg nemških filozofov Nietzscheja, Kanta in Goetheja je bral dela starih Grkov (zlasti Platona) in prozo romantičnega pesnika Chateaubrianda.
De Gaulle se je izobraževal na šoli Collège Stanislas v Parizu in kratek čas študiral v Belgiji, kjer je še naprej kazal zanimanje za branje in študij zgodovine, hkrati pa je delil velik ponos, ki so ga mnogi njegovi rojaki čutili na dosežke svojega naroda. Ko je bil star 15 let je napisal esej, v kateri je predstavljal, da je "general de Gaulle" leta 1930 vodil francosko vojsko do zmage nad Nemčijo; kasneje je zapisal, da je v mladosti z naivnim pričakovanjem pričakoval neizogibno prihodnjo vojno z Nemčijo, da bi se maščevali za francoski poraz iz leta 1870. 
Francija, v kateri je de Gaulle odraščal v svoji mladosti, je bila razdeljena družba, ki je s seboj prinesla dogodke in procese, ki v njegovi družini niso bili dobrodošli: rast socializma in sindikalizma, pravno ločitev cerkve in države leta 1905 in skrajšanje dobe vojaške službe na dve leti (tudi leta 1905). Enako neprijetne za de Gaulle so bile Entente Cordiale z Veliko Britanijo, prva maroška kriza in predvsem afera Dreyfus. Henri de Gaulle je postal podpornik Alfreda Dreyfusa, zadevnega francosko-judovskega generala. Vendar je bila podpora očeta de Gaulla pogojna, saj se je bolj ukvarjal z ugledom vojske kot z njeno nedolžnostjo kot tako. V istem obdobju je prišlo tudi do oživitve evangeličanskega katolicizma, dokončanja bazilike Sacré-Cœur in vzpona kulta Janeza Orleanke.
De Gaulle ni bil izjemen učenec vse do svoje sredine najstniških let, vendar je julija 1906 postal bolj vztrajen v šoli, saj se je osredotočil na izpolnjevanje pogojev za vpis v posebno vojaško šolo Saint-Cyr. De Gaulle se je kmalu pridružil vojski, kljub temu, da je bil bolj nagnjen h karieri zgodovinarja, čeprav bi bilo mogoče najti razloge v tem, da bi ugajal očetu. Vendar je pozneje zapisal: "Ko sem vstopil v vojsko, je bila to ena najboljših stvari na svetu", komentar, za katerega novinar in biograf De Gaulle, Jean Lacouture, predlaga, da je treba ravnati previdno, saj je bil ugled francoske vojske v začetku 20. stoletja po aferi Dreyfus nizek. Dokaz o ugledu vojske je, da je bilo leta 1908 manj kot 700 prosilcev za St. Cyr, namesto največjega leta 2000 s strani afere Dreyfus. Sprva je de Gaulle služil za prekinitev stavk.

## Zgodnja vojaška kariera

### Vojak
De Gaulle je leta 1909 dobil poveljniško mesto na St Cyrju. Njegov razred je bil povprečen (119. od 221 prijavljenih), vendar je bil razmeroma mlad in to je bil njegov prvi poskus na izpitu. Po zakonu z dne 21. marca 1905 so morali nadebudni vojaški častniki pred obiskom akademije služiti eno leto v vrstah, vključno s časom tako kot zasebnik kot podčastnik. V skladu s tem se je oktobra 1909 de Gaulle (po potrebi za štiri leta, namesto običajnega dvoletnega mandata za nabornike) vpisal v 33. pehotni polk francoske vojske s sedežem v Arrasu. To je bil zgodovinski polk z Austerlitzom, Wagramom in Borodinom med bojnimi častmi. Aprila 1910 je bil imenovan za desetnika. Poveljnik njegove čete ga je zavrnil povišati v narednika, kar je običajen čin za potencialnega častnika, pri čemer je komentiral, da je mladenič očitno menil, da nič manj kot francoski konstable ne bi bilo dovolj dobro zanj. Septembra 1910 je bil nazadnje imenovan za narednika.
De Gaulle je prevzel svoje mesto v St Cyru oktobra 1910. Do konca prvega leta se je povzpel na 45. mesto. V St Cyrju je de Gaulle dobil vzdevek "veliki šparglej" zaradi svoje višine (196 cm), visokega čela in nosu. Na akademiji se je dobro odrezal in prejel pohvale za to, njegovo vedenje, manire, inteligenco, značaj, vojaški duh in odpornost proti utrujenosti. Leta 1912 je opravil diplomo.
Ker je raje služil v Franciji kot v daljnih čezmorskih kolonijah, se je oktobra 1912 ponovno pridružil 33. pehotnemu polku kot sous-lautenant (podporočnik). Polku je zdaj poveljeval polkovnik (in bodoči maršal) Philippe Pétain, ki mu je de Gaulle sledil naslednjih 15 let. Kasneje je v svojih spominih zapisal: "Moj prvi polkovnik Pétain me je naučil veščine poveljevanja."
Trdilo se je, da se je de Gaulle med izbruhom prve svetovne vojne strinjal s Pétainom o zastarelosti tradicionalne taktike v dobi mitraljezov in bodeče žice ter pogosto razpravljal o velikih bitkah in verjetnem izidu kakršnih koli prihajajoča vojna z njegovim nadrejenim. Lacouture je skeptičen in poudarja, da čeprav je Pétain v prvih dveh četrtletjih leta 1913 napisal žareče ocene o de Gaullu, je malo verjetno, da bi izstopal med 19 poveljniki in 32 poročniki pod njegovim poveljstvom. De Gaulle je bil prisoten na manevrah Arrasa leta 1913, na katerih je Pétain kritiziral generala Galleta [fr], vendar v njegovih zvezkih ni dokazov, da je sprejel Pétainove nemodne ideje o pomenu ognjene moči proti prevladujoči doktrini, ki poudarja " žaljiv duh". De Gaulle je poudaril, kako je Maurice de Saxe prepovedal odbojkarski ogenj, kako so se francoske vojske iz Napoleonovega obdobja zanašale na napade pehotnih kolon in kako je francoska vojaška moč upadla v devetnajstem stoletju zaradi – domnevno – pretirane osredotočenosti na ognjeno moč (npr. Chassepot puška) in ne élan. Zdi se tudi, da je sprejel takrat modno lekcijo, pridobljeno iz nedavne rusko-japonske vojne, o tem, kako so bajonetni napadli japonske pehote z visoko moralo uspeli ob sovražni ognjeni moči.
De Gaulle je bil oktobra 1913 imenovan za prvega poročnika.

### Prva svetovna vojna

#### Vojaški poveljnik
Ko je v začetku avgusta 1914 v Franciji izbruhnila prva svetovna vojna, je 33. vojaški polk, ki velja za eno najboljših bojnih enot v Franciji, takoj padel zaradi nemškega napredovanja pri Dinantu. Vendar pa je poveljnik francoske pete armade general Charles Lanrezac ohranil taktiko iz 19. stoletja in je svoje enote opremil z nesmiselnimi bajonetnimi naboji, ki so zgrešili nemške topove, pri čemer je utrpel velike izgube.
Kot poveljnik voda je bil de Gaulle že od samega začetka vpleten v hude boje. Svoj ognjeni krst je prejel 15. avgusta in bil med prvimi ranjenci v bitki pri Dinantu, ko ga je zadel metek v koleno. Včasih se trdi, da je v bolnišnici zagrenil v bitki pri Dinantu uporabljene taktike in govoril z drugimi ranjenimi častniki proti zastarelim metodam francoske vojske. Vendar pa ni sodobnih dokazov, da je razumel pomen topništva v sodobnem vojskovanju. Namesto tega je v takratnem pisanju kritiziral "prehitro" ofenzivo, neprimernost francoskih generalov in "počasnost britanskih čet".
Oktobra se je v svoj polk pridružil kot poveljnik 7. čete. Mnogi njegovi nekdanji sodelavci so bili že mrtvi. Decembra je de Gaulle postal polkovni adjutant. 
De Gaullova enota je pridobila priznanje, ker je večkrat plezala na nikogaršnjo zemljo, da bi prisluhnila nemškim pogovorom v njihovih jarkih, in prinesla informacije, ki so bile tako dragocene, da je 18. januarja 1915 prejel nagrado Croix de Guerre. 10. februarja je bil imenovan za kapetana, sprva na preizkusni dobi. 10. marca 1915 je bil de Gaulle ustreljen v levo roko, rana na roki pa se mu je okužila. Rana je povzročila, da je mogel zapustiti vojsko za štiri mesece, pozneje pa ga je prisilila, da je nosil poročni prstan na desni roki. Avgusta je poveljeval 10. četi, preden se je vrnil na dolžnost kot polkovni adjutant. 3. septembra 1915 je njegov čin stotnika postal stalni. Konec oktobra se je po vrnitvi z dopusta ponovno vrnil v poveljstvo 10. čete. 
Kot poveljnik čete pri Douaumontu (med bitko pri Verdunu) 2. marca 1916, ko je vodil napad, da bi se poskušal prebiti s položaja, ki ga je obkolil sovražnik, je bil po boju ranjen v levo stegno in je bil ujet, potem ko je padel v nezavest zaradi učinkov strupenega plina. Bil je eden redkih preživelih v svojem bataljonu. Nemški vojaki so ga izvlekli iz praznega kraterja granat in ga ujeli. Okoliščine njegovega ujetja so pozneje postale predmet razprave, ko so antigaulisti širili govorice, da se je dejansko predal, trditev, ki jo je de Gaulle močno zavrnil.

#### Vojni ujetnik
De Gaulle je preživel 32 mesecev v šestih različnih taboriščih, vendar je večino časa preživel v trdnjavi Ingolstadt, kjer je bilo njegovo zdravljenje zadovoljivo.
V ujetništvu je de Gaulle bral nemške časopise (nemščino se je naučil v šoli in preživel poletne počitnice v Nemčiji) in z soujetnikom govoril o svojem pogledu na potek spopada. Njegova domoljubna vnema in zaupanje v zmago sta mu prinesla še en vzdevek, Le Connétable ("Postojnik"), naziv srednjeveškega vrhovnega poveljnika francoske vojske. V Ingolstadtu sta bila tudi novinar Remy Roure, ki je sčasoma postal de Gaullov politični zaveznik in Mihail Tuhačevski, bodoči poveljnik Rdeče armade. De Gaulle se je v času svojega vojnega ujetnika dobro spoprijateljiv z Tuhačevskega, čigar teorije o hitro premikajoči se mehanizirani vojski so bile zelo podobne njegovi. Medtem, ko je preživljal svoje življenje kot vojni ujetnik, je de Gaulle napisal svojo prvo knjigo Discorde chez l'ennemi (Sovražnikova hiša razdeljena), v kateri je analiziral vprašanja in delitve znotraj nemških sil. Knjiga je izšla leta 1924. 
De Gaulle je storil pet neuspešnih poskusov pobega in bil premeščen v bolj varovano ustanovo in ob vrnitvi kaznovan z dolgimi obdobji samice in z odvzemom privilegijev, kot so časopisi in tobak. Poskušal je pobegniti tako, da se je skril v košaro za perilo, kopal predor, izkopal luknjo v zidu in se celo predstavljal kot medicinska sestra, da bi preslepil svoje stražarje. V svojih pismih, ki jih je poslal staršem, je nenehno govoril o razočaranju, ker se je vojna nadaljevala brez njega, razmere je označil za "sramotno nesrečo" in primerjal z rogonjem. Ko se je vojna bližala koncu, je postal depresiven, ker ni imel nobene vloge pri zmagi, a kljub trudu je ostal v ujetništvu vse do konca vojne. 1. decembra 1918, tri tedne po koncu prve svetovne vojne, se je vrnil v očetovo hišo v Dordogne, da bi po dolgem času ponovno videl svoje tri brate, ki so vsi služili v vojski in preživeli vojno. 

## Medvojno obdobje
Med poljsko-sovjetsko vojno v letih 1919-1920 je de Gaulle prostovoljno služil v francoski vojaški misiji na Poljskem in od 17. aprila 1919 delal kot inštruktor pehote novoustanovljene poljske vojske. Svoji vojaški karieri je želel dati zagon s služenjem na tem odmaknjenem vojnem prizorišču, saj si zaradi vojnega ujetništva med prvo svetovno vojno skorajda ni mogel prislužiti nobenih zaslug. V Franciji, ki mu je bilo ponujeno le manjše mesto svetovalca predsednika vlade, ki je predlagal vojake in častnike za odlikovanja, je de Gaulle podaljšal službo na Poljskem in maja 1920 sodeloval pri napadu poljske vojske na Kijev (poljsko-sovjetska vojna). V Varšavi je bil imenovan za načelnika generalštaba Henrija Alberta Niesselsa in prejel najvišje poljsko vojaško odlikovanje Virtuti Militari. Nekateri zgodovinarji so napačno domnevali, da so izkušnje na Poljskem vplivale na de Gaullove poglede na uporabo tankov in letal ter opustitev tradicionalnega jarkovskega bojevanja. Njegov biograf Eric Roussel (* 1951) po drugi strani poudarja, da koncept uporabe tankov za hitro napredovanje neodvisno od pehote je šele leta 1927 razvil francoski general Aimé Doumenc. 
Po vrnitvi s Poljske se je de Gaulle aprila 1921 poročil z Yvonne Vendroux in sprejel mesto učitelja na prestižni vojaški šoli Saint-Cyr v Parizu, kadrovski šoli francoske vojske. De Gaulle je bil tako finančno zavarovan, a je kmalu prišel v konflikt s svojimi nadrejenimi zaradi svojega arogantnega vedenja in nekonvencionalnih pogledov, ki jih je zastopal v svojih razredih. Zaradi tega ni bil povišan in se je leta 1925 pridružil osebnemu štabu maršala Pétaina. Prijatelju naj bi povedal, da ne bo več vstopil v vojaško šolo St. Cyr, razen kot direktor.
Najpomembnejša De Gaullova naloga je bila pripraviti dve knjigi, ki naj bi izšli pod imenom slavnega maršala, vendar je prišlo tudi do sporov s Pétainom glede njune vsebine in očitno ohladitev nekdanjega prijateljskega odnosa. Kljub temu je Pétain spodbujal de Gaullovo kariero: septembra 1927 je kot poveljnik bataljona prevzel aktivno poveljstvo francoskih okupacijskih sil v Trierju. Pétainu je tudi uspelo de Gaullu dovoliti, da je aprila 1927 v nasprotju z željo ravnatelja generala Pierra Héringa imel vrsto predavanj na vojaški šoli St Cyr. Leta 1932 je de Gaulle objavil vsebino teh predavanj pod naslovom Le fil de l'épée. V njej je zelo agresivno trdil, da bi morala francoska vojska ustvariti urad vrhovnega poveljnika, ki bi imel v primeru vojne izključno odgovornost in diktatorska pooblastila za določanje usode države. Vendar tega stališča ni bilo mogoče uveljaviti zaradi rivalstva generalov v generalštabu in tradicionalnega sovraštva med posameznimi vejami francoskih oboroženih sil.
Od leta 1929 do 1931 je de Gaulle prevzel poveljstvo v francoskem mandatu Libanon. Ta položaj, ki je bil daleč od sedeža v Parizu, je malo služil njegovi karieri in je bil tudi v nasprotju z njegovimi osebnimi stališči, da so kolonialne vojske igrale le manjšo vlogo pri obrambi Francije. Zaradi prepira s Pétainom mu niso ponudili boljšega poveljstva. Od leta 1932 do 1937 je imel de Gaulle manjšo vlogo v Conseil supérieur de la défense nationale (CSND), Svetu za nacionalno obrambo, katerega naloga, ki jo je vodil maršal Pétain, je bila pripraviti francoske oborožene sile na morebitno vojno in svetovati o vojni strategiji, oborožitvi in odločanju o napotitvi vojske. De Gaullova vloga je bila omejena na pripravo memorandumov za seje sveta za obrambo. Ker je v nasprotju s stališči večine generalov zagovarjal ofenzivno vojskovanje, so njegovi načrti prejeli malo pozornosti.
Vojska v tujini, zlasti pod vodstvom Heinz Guderian v nemškem generalštabu, je z zanimanjem seznanila z de Gaullovimi idejami in čutila spodbudo za lastna prizadevanja za ustvarjanje sodobnega tankovskega orožja; Po drugi strani pa so de Gaullovi nasprotniki v francoskem generalštabu, zlasti generali Weygand, Gamelin (1872–1958) in Maurin, odločno zavrnili načrt, zaradi česar je maršal Pétain marca 1935 objavil, da ne bo podprl reformnih načrtov njegov nekdanji varovanec. V naslednjih letih je de Gaulle nato sprožil politično kampanjo v tisku in v parlamentu, zaradi česar je dobil vzdevek Polkovnik Motors, in pridobil dovolj privržencev v vseh političnih taboriščih, da so bili 15. marca 1935 sprejeti vsaj deli reforme v ustanovljen je bil francoski predstavniški dom in šest motoriziranih enot, katerih člani naj bodo poklicni vojaki. 25. decembra 1936 je de Gaulle dobil poveljstvo ene od teh novih oklepnih formacij, 507. oklepnega polka v Metzu. Vendar je bila reforma v generalštabu razvodnjena in je bilo določeno, da naj te formacije služijo le obrambnim namenom in da delujejo skupaj z zelo počasnimi pehotnimi formacijami. Mnogi vojaški zgodovinarji vidijo to kot pomemben razlog za poraz francoske vojske maja 1940 proti hitrim nemškim tankovskim vojskam. Čeprav je de Gaulle na koncu spodletel pri svojem reformnem konceptu, je politična kampanja vplivala na njegovo popularizacijo; odprla mu je pot v politiko in s tem tudi v vlogo vodje francoskega odpora (glej Forces françaises libres, Résistance).

## Druga svetovna vojna: Padec Francije

### Zgodnji čas vojne
Ob začetku druge svetovne vojne je de Gaulle dobil poveljstvo nad tanki francoske pete armade (pet razpršenih bataljonov, večinoma opremljenih z lahkimi tanki R35) v Alzaciji. 12. septembra 1939 je istočasno s Saarsko ofenzivo napadel nemško naselje Bitche.
V začetku oktobra 1939 je Paul Reynaud zaprosil za zaposlitev osebja pod de Gaullovim vodstvom, vendar je v tem primeru ostal na svojem položaju ministra za finance. De Gaullove tanke je pregledal predsednik Albert Lebrun, ki je bil navdušen, a je obžaloval, da je bilo prepozno za uresničitev njegovih zamisli. Napisal je članek L'Avènement de la force mécanique (Prihod oklepnih sil), ki ga je poslal generalu Georgesu (glavnemu poveljniku na severovzhodni fronti – ki ni bil posebej navdušen) in politiku Leonu Blumu. Édouard Daladier, takratni premier, je bil preveč zaposlen, da bi ga prebral.
Konec februarja 1940 je Reynaud povedal de Gaullu, da je bil namenjen poveljevanju oklepne divizije, takoj ko je ta postala na voljo. V začetku leta 1940 (točen datum ni jasen) je de Gaulle predlagal Reynaudu, naj ga imenujejo za generalnega sekretarja Vojnega sveta, kar bi ga dejansko naredilo za vladnega vojaškega svetovalca. Ko je Reynaud marca postal premier po Daladierjevem odstopu, se je zanašal na Daladierjevo podporo, zato je delo namesto tega prevzel politik Paul Baudouin.
Konec marca je Reynaud povedal de Gaullu, da bo dobil poveljstvo nad 4. oklepno divizijo, ki naj bi bila pripravljena do 15. maja. Zdelo se je, da bo vlada verjetno prestrukturirana, saj sta bila Daladier in Maurice Gamelin (glavni poveljnik) ostro napadena s strani sodelavcev, po porazu zaveznikov na Norveškem, in če bi se to zgodilo, je de Gaulle, ki je 3. maja še vedno lobiral za Reynauda za prestrukturiranje nadzora nad vojno, bi se lahko pridružil vladi. Do 7. maja je sestavljal osebje svoje nove divizije.

### Bitka za Francijo: vojaški poveljnik
Nemci so 10. maja začeli bitko za Francijo ter kmalu napadli Nizozemsko, Belgijo in Luksemburg. De Gaulle je svojo novo divizijo opremil in pripravil 12. maja. Pri Sedanu so se prebili 15. maja 1940. Tisti dan, ko so bili zbrani trije tankovski bataljoni, manj kot tretjina njegove papirnate moči, so de Gaulla poklicali v štab in mu rekli, naj napade, da bi pridobil čas, da se Šesta armada generala Roberta Touchona prerazporedi z Maginotove črte na Aisne. General Georges mu je rekel, da je to njegova priložnost, da uresniči svoje zamisli.
De Gaulle je prevzel nekaj umikajočih se konjeniških in topniških enot ter prejel tudi dodatno polbrigado, katere eden od bataljonov je vključeval nekaj težkih tankov B1 bis. Napad na Montcornetu, ključnem cestnem križišču blizu Laona, se je začel 17. maja okoli 4.30. V številčnosti in brez zračne podpore je izgubil 23 od svojih 90 vozil zaradi min, protitankovskega orožja ali Štuk. 18. maja sta ga okrepila z dvema svežima polkoma oklepne konjenice, ki sta mu povečala moč do 150 vozil. Ponovno je napadel 19. maja in njegove sile so ponovno uničili nemške štuke in topništvo. Prezrl je ukaze generala Georgesa o umiku in je zgodaj popoldne od Touchona zahteval še dve diviziji, ki pa je njegovo prošnjo zavrnil. Čeprav so de Gaullovi tanki prisilili nemško pehoto, da se je umaknila v Caumont, je ta akcija prinesla le začasno olajšanje in malo upočasnila napredovanje Nemčije. Kljub temu je bil to eden redkih uspehov, ki so jih Francozi doživeli, medtem ko so trpeli poraze drugod po državi.
Svoj umik je opravil do 20. maja. 21. maja je na zahtevo propagandistov na francoskem radiu spregovoril o svojem nedavnem napadu. Kot priznanje za svoja prizadevanja je bil de Gaulle 23. maja 1940 imenovan za brigadnega generala.
28.–29. maja je de Gaulle napadel nemško mostišče južno od Somme pri Abbevilleu, pri čemer je vzel okoli 400 nemških ujetnikov v zadnjem poskusu, da bi prerezal pot za pobeg zavezniškim silam, ki so padale nazaj na Dunkirk.
Bodoči general Paul Huard, ki je takrat služil pod de Gaullovim vodstvom, je zapisal, kako je pogosto stal na visokem terenu, svoje podrejene podvrgel ostrim kritikam in sam sprejemal vse odločitve avtokratskega vedenja skladno z njegovim kasnejšim obnašanjem kot politični vodja. Lacouture poudarja, da kljub vsej njegovi nedvomni energiji in fizičnem pogumu v njegovem kratkem času poveljevanja ni dokazov, da je imel "lovsko oko" velikega poveljnika bojišča in da se mu v Londonu ni pridružil niti en njegov častnik, čeprav so se nekateri pridružili odporu v Franciji.
De Gaullov čin brigadnega generala je začel veljati 1. junija 1940. Tisti dan je bil v Parizu. Po obisku pri krojaču, da bi mu opremili generalsko uniformo, je obiskal Reynauda, za katerega se zdi, da mu je prvič ponudil vladno službo, pozneje pa še vrhovnega poveljnika Maxima Weyganda, ki mu je čestital za reševanje Francije, ga je prosil za nasvet. 2. junija je poslal Weygandu dopis, v katerem je zaman pozival, naj se francoske oklepne divizije združijo iz štirih šibkih divizij v tri močnejše in se skoncentrirajo v oklepni korpus pod njegovim poveljstvom. Enak predlog je dal Reynaud.

### Bitka za Francijo: vladni minister
11. junija, en dan po padcu Pariza, se je de Gaulle odpeljal v Arcis-sur-Aube in generalu Hunzigerju (poveljniku centralne armadne skupine) Weygandu ponudil službo vrhovnega poveljnika. Hunziger je načeloma sprejel, vendar de Gaulle ni uspel prepričati Reynauda, naj odpusti Weyganda.
Pozneje 11. junija, se je de Gaulle udeležil srečanja angleško-francoskega vrhovnega vojnega sveta v Chateau du Muguet v Briareju. Britance so zastopali Winston Churchill, Anthony Eden, general John Dill (načelnik cesarskega generalštaba), general Hastings Ismay in Edward Spears, Francoze pa Reynaud, Pétain, Weygand in Georges. Churchill je zahteval, naj se Francozi vključijo v gverilsko vojno, in Pétaina spomnil, kako je marca 1918 priskočil na pomoč Britancem s štiridesetimi francoskimi divizijami. De Gaullov borbeni duh je na Britance naredil močan vtis. Na srečanju je de Gaulle prvič po dveh letih srečal Pétaina. Pétain je opozoril na njegovo nedavno napredovanje v generala in dodal, da mu ni čestital, saj činovi niso bili koristni pri porazu. Ko je de Gaulle protestiral, da je bil Pétain sam imenovan v brigadirja in poveljnika divizije v bitki pri Marni leta 1914, je odgovoril, da "ni primerjave" s sedanjo situacijo. De Gaulle je pozneje priznal, da je imel Pétain vsaj toliko prav. De Gaulle je zamudil drugi dan konference, saj je bil v Rennesu na sestanku (ki v njegovih spominih ni omenjen), da bi z generalom Renéjem Altmayerjem razpravljal o načrtih za bretonsko reduto. Nato se je vrnil, da bi se udeležil seje vlade, na kateri je bilo jasno, da narašča gibanje za premirje, in ki je odločila, da se mora vlada preseliti v Bordeaux, namesto da bi de Gaulle dal prednost Quimperju v Bretanji.
13. junija se je de Gaulle udeležil še ene angleško-francoske konference v Toursu s Churchillom, lordom Halifaxom, lordom Beaverbrookom, Spearsom, Ismayem in Alexanderom Cadoganom. Tokrat je bilo poleg Reynauda in Baudoina prisotnih nekaj drugih velikih francoskih osebnosti. Zamujal je eno uro, njegov račun pa ni bil zanesljiv. Reynaud je zahteval, da se Francija izpusti iz sporazuma, ki ga je sklenil s premierjem Nevilla Chamberlaina marca 1940, da bi Francija lahko poiskala možnost za premirje. De Gaulle je zapisal, da je bil Churchill naklonjen Franciji, ki si je prizadeva za premirje, pod pogojem, da bo dosežen dogovor o tem, kaj se bo zgodilo s francosko floto. To trditev so kasneje podali apologeti Višijskega režima, na primer general Georges, ki je trdil, da je Churchill podpiral premirje kot sredstvo, da bi Nemcem preprečil vstop v francosko severno Afriko. Vendar tega niso podpirali drugi očividci (Churchill sam, Roland de Margerie, Spears), ki se strinjajo, da je Churchill rekel, da je "razumel" francosko akcijo, vendar se z njo ni strinjal. Na de Gaulla je pritiskal, da je "l’homme du destin (človek usode)", čeprav ni jasno, ali ga je de Gaulle dejansko to slišal. Na seji vlade tistega večera je Pétain močno podprl Weygandovo zahtevo po premirju in dejal, da bo sam ostal v Franciji, da bi delil trpljenje francoskega ljudstva in začel narodni preporod. De Gaulla je od odstopa odvrnil notranji minister Georges Mandel, ki je trdil, da se je vojna šele začela in da mora de Gaulle ohraniti svoj ugled neokrnjen.

### Bitka za Francijo: francosko-britanska unija
De Gaulle je prispel v Bordeaux 14. junija in dobil novo nalogo, da odide v London, da bi razpravljal o morebitni evakuaciji v Severno Afriko. Imel je kratek sestanek z admiralom Darlanom o možni vlogi francoske mornarice. Tisti večer je po naključju večerjal v isti restavraciji kot Pétain: šel je k njemu, da bi se mu v tišini stisnil roko, zadnjič, ko sta se srečala. Naslednje jutro ni bilo mogoče najti nobenega letala, zato se je moral odpeljati v Bretanjo, kjer je obiskal ženo in hčerke ter ostarele matere (ki je nikoli več ni videl, saj je umrla julija), preden se je s čolnom odpeljal v Plymouth (prosil je skiperja, če bi bil pripravljen nadaljevati vojno pod britansko zastavo), kamor je prispel 16. junija. Ukazal je, da se ladja Pasteur s tovorom streliva preusmeri v britansko pristanišče, kar je povzročilo, da so nekateri člani francoske vlade pozvali, naj mu sodijo. 
V nedeljo 16. junija popoldne je bil de Gaulle na Downing Street 10 na pogovorih o sporni angleško-francoski politični uniji Jeana Monneta. Poklical je Reynauda – med pogovorom sta bila prekinjena in sta morala nadaljevati pozneje – z novico, da so se Britanci strinjali. Iz Londona je z britanskim letalom vzletel 16. junija ob 18.30 (ni jasno, ali sta se s Churchillom, kot so pozneje trdili, dogovorila, da se bo kmalu vrnil), pristal v Bordeauxu okoli 22.00, da bi povedali, da ni več minister, saj je Reynaud odstopil kot premier, potem ko je njegov kabinet zavrnil francosko-britansko unijo. Pétain je postal premier z nalogo, da si prizadeva za premirje z Nacistično Nemčijo in Fašitično Italijo. De Gaulle je bil zdaj v neposredni nevarnosti aretacije.

### Let z Edwardom Spearsom
De Gaulle je obiskal Reynauda, ki je še vedno upal, da bo pobegnil v francosko severno Afriko, in ni hotel priti v London. Reynaud je imel še vedno nadzor nad tajnimi vladnimi sredstvi do predaje oblasti naslednji dan. Domnevajo se, da je de Gaullu naročil, naj gre v London, vendar nikoli niso našli nobenih pisnih dokazov, ki bi to potrdili. Georges Mandel tudi ni hotel priti.
Okoli 09.00 zjutraj 17. junija je z Edwardom Spearsom z britanskim letalom odletel v London. Vzlet letala se je za malo izognil zajetju nemške vojske. Spears je trdil, da de Gaulle ni hotel priti in da ga je v zadnjem trenutku potegnil v letalo, čeprav de Gaullov biograf tega ne sprejema. Jean Laurent je prinesel 100.000 zlatih frankov v tajnih sredstvih, ki mu jih je zagotovil Reynaud. De Gaulle je kasneje Andréju Malrauxu povedal o duševni stiski, ki mu jo je povzročil njegov beg v London – prekinitev s francosko vojsko in priznano vlado, ki bi jo mnogi neizogibno obravnavali kot izdajo. 

## Druga svetovna vojna: Voditelj Svobodne Francije

### Pritožba iz Londona
Medtem, ko je Philippe Pétain napovedoval premirje z Nacistično Nemčijo in Fašistično Italijo, je premier Winston Churchill dovolil de Gaullu, da nagovori Francoze prek BBC-ja. V njem je pozval francoske častnike in vojake, inženirje in kvalificirane delavce v orožarski industriji Združenega kraljestva, naj mu sledijo, pri čemer je obljubil, da poraz ni dokončen (»Karkoli se lahko zgodi, plamen francoskega odpora ne sme in ne bo ugasnil«). Poudaril je pomen podpore Britanije in ZDA. V Franciji je bila pritožba prvič obravnavana 18. junija 1940 ob 19. uri. Tiskali so jo v časopisih še nezasedene južne Francije, v naslednjih dneh pa jo je večkrat predvajal BBC. Apel velja za največji de Gaullov govor, Régis Debray piše, da čeprav de Gaullov poziv »ni spremenil obraza sveta, je po njegovi zaslugi Francija vsaj ohranila svojega.«
Britanski kabinet je pred tem francoskemu notranjemu ministru Georgesu Mandelu predlagal, naj gre v Anglijo in se sam obrne na Francoze. S svojimi večkratnimi opozorili o grožnjah, ki jih predstavlja nemški rajh - in v nasprotju s svojim prijateljem in nekdanjim premierjem Léonom Blumom - se je Mandel znašel kot državnik. Mandel pa ni hotel zapustiti Francije, da ne bi bil obtožen dezerterstva (bil je Jud, tako kot Blum), in je priporočil de Gaullu, da dobi nalogo.

### Svobodna Francija
25. junija 1940 je de Gaulle v Londonu ustanovil Odbor za svobodno Francijo (France libre) in postal vodja Francoskih svobodnih sil (Forces françaises libres, FFL) ter »Nacionalnega obrambnega odbora«. Posledično je vojni svet Višijske vlade avgusta 1940 de Gaullea v odsotnosti obsodil na smrtno kazen zaradi veleizdaje. 
Večina držav je priznala Višijsko Francijo in njen režim maršala Pétaina kot legitimno vlado Francije. Čeprav si je Churchill sprva diplomatsko prizadeval podpreti Višijski režim, je nato podprl de Gaulla in v operaciji 3. julija 1940 pustil francosko mornarico zasidrano v severni Afriki v Mers-el-Kébirju pod poveljstvom Pétainovega mornariškega ministra admirala Françoisa Darlana.
Libanon, takrat Veliki Libanon, je bil eden prvih francoskih protektoratov, ki so ga zavezniške čete septembra 1941 umaknile izpod nadzora Višijskega režima. Ko je »Svobodna Francija« pozneje prevzela oblast, je de Gaulle koristil svojim stikom iz službe v Bejrutu od leta 1929 do 1931. General Fuad Shihab, ki je pozneje postal predsednik, je oblikoval prostovoljno enoto z 20.000 možmi, ki so na začetku kampanje za svobodno Francijo sestavljale pomemben del vojaškega kontingenta.
Več francoskih kolonialnih posesti, predvsem v Afriki, vključno s Kamerunom in Čadom, pozneje od leta 1942 Diego Suarez na Madagaskarju in Dakar v francoski zahodni Afriki, je prišlo pod nadzor Svobodne Francije, ki jo je organiziral de Gaulle in jo upravlja njegov Comité National Français. Zlasti je zagotovil, da je bila Francija vedno prisotna v zavezniškem taboru prek svojih svobodno francoskih sil (FFL), ki so se še naprej borile na različnih frontah. Med drugim je promoviral odpor zahvaljujoč polkovniku Passyju, Pierru Brossoletteu in zlasti Jeanu Moulinu. S preobrazbo v France combattante (boj proti Franciji) je poudaril politično enotnost France libre z Résistance intérieure.
Od junija 1940 se je opiral na Svobodno Francijo in je med vojno in po njej dosledno branil francoske interese. To je večkrat zatrdil s stavkom »Francija nima prijateljev, ima samo interese.« Spremenil je takrat znani stavek Williama Ewarta Gladstona (1809-1898). Od leta 1868 do 1894 je bil dvanajst let britanski premier in je bil eden najpomembnejših britanskih politikov v drugi polovici 19. stoletja.
De Gaulle je uspel prepričati Churchilla, da je podpisal Accord de Checkers (7. avgust 1940), po katerem bi morala Velika Britanija ohraniti celovitost vseh francoskih posesti in »celostno obnovo ter neodvisnost in veličino Francije«. Poleg tega je Churchillova vojna vlada ponudila financiranje stroškov Svobodne Francije; Toda de Gaulle je vztrajal, da so bili zneski vračljivi predujmi in ne donacije, kar je kasneje vrglo senco nanj in neodvisnost njegove organizacije. Predujmi so bili poplačani pred koncem vojne.
Kljub pogodbi med Churchillom in de Gaullom so bili odnosi napeti. Ob sklicevanju na povojni red je Churchill v telegramih opisal de Gaulla kot "največjega sovražnika miru v Evropi" in "najhujšega sovražnika Francije".Churchill je kritiziral, da se je de Gaulle "želel predstavljati kot rešitelj Francije, ne da bi k operaciji prispeval niti enega vojaka" in da sta de Gaulleovo vedenje in osebnost največja ovira za francosko-anglo-ameriške odnose. Churchill je de Gaulle le obvestil o invaziji na Normandijo pet dni pred pristankom.
Tudi odnosi z ameriškim predsednikom Franklinom Delanom Rooseveltom niso bili brez težav; ameriški predsednik ni imel zaupanja v de Gaulla. De Gaulle je Američane obtožil arogancije in rekel: "Prereven sem, da bi se priklonil." Roosevelt je de Gaulla obtožil diktatorskih namenov. Rooseveltov dolgoletni najboljši prijatelj, admiral Leahy, je bil od 8. januarja 1941 do 1. maja 1942 ameriški veleposlanik v Višijski Franciji.

### Zmaga
Kljub temu, da ga je Roosevelt izključil iz angleško-ameriškega izkrcanja v Severni Afriki (operacija Torch) in predvsem kljub njegovi podpori admiralu Françoisu Darlanu in generalu Henriju Giraudu, ki sta po izkrcanju v Severni Afriki s strpnostjo ZDA nadaljevala Višijski režim v Alžiru de Gaulle se je maja 1943 uspel uveljaviti v Alžiru. Od tam je ustanovil Francoski odbor za nacionalno osvoboditev (CFLN), da bi združil politične težnje osvobojene Francije in kmalu stal na čelu. CFLN je junija 1944 sprejela ime 'Government provisoire de la République Française' (GPRF) in 25. avgusta 1944 vstopila v osvobojeni Pariz, kjer se je naslednji dan zgodila javna prireditev pod vodstvom de Gaulla na Avenue des Champs-Élysées.
De Gaulle je uspel preprečiti zavezniško vojaško vlado za okupirana ozemlja v Franciji in hitro prenesel oblast vlade za osvobojena območja na Forces françaises libres. Velik del prebivalstva je de Gaulla slavil kot osvoboditelja, čeprav ni imel nobene vojaške vloge pri izkrcanju v Normandiji in poznejšem napredovanju zaveznikov.
 

Po invaziji na Pariz, ko se de Gaulle ni najprej zahvalil borcem francoskih sil (FFI) za njihovo podporo, temveč se je zahvalil žandarjem (ki so zadnji dan zamenjali samo stran), je zmotil številne upornike. Želel se je tudi izogniti kakršnemu koli konfliktu med oboroženimi Francozi, ki bi zaveznikom dal priložnost za okupacijsko vlado. Hkrati je z vrnitvijo na vojno ministrstvo razglasil kontinuiteto Tretje republike in nelegitimnost Višijskega režima. Takole je pojasnil de Gaulle, ko ga je predsednik Conseil National de la Résistance Georges Bidault prosil, naj po vstopu v Pariz razglasi republiko:
»Republika ni nikoli prenehala obstajati. Zaporedoma je utelešala svobodno Francijo, ki se je borila proti Franciji in francoskemu odboru narodne osvoboditve. Višij je vedno bil in bo vedno ničen. Sem predsednik vlade republike. Le zakaj bi jih poklical?«
Člani Višijskega režima so pobegnili v Sigmaringen, ko so se morale okupacijske enote Wehrmachta umakniti zaradi operacije Dragoon. Hkrati je de Gaulle brezkompromisno uveljavljal avtoriteto začasne vlade nad organizacijami odpora; njihove enote je 28. avgusta 1944 razpustil in njihovim poveljnikom povedal, da se morajo vrniti v civilno življenje. 
De Gaulle akcije čiščenja proti francoskim kolaborantom ni želel prepustiti silam zmagovalkam, ampak je to štel za prvotno nalogo Francozov. 4. aprila 1944 je CFLN absorbirala dva komunistična komisarja. 27. novembra 1944 je de Gaulle podelil amnestijo generalnemu sekretarju PCF Mauriceu Thorezu, ki je na začetku vojne dezertiral v Sovjetsko zvezo; Februarja 1945 je Jaltski konferenci dosegel, da so trije glavni zavezniki (Sovjetska zveza, ZDA in Združeno Kraljestvo) priznali Francijo kot eno prihodnjih nemških okupacijskih sil. V začetku decembra 1944 je de Gaulle podpisal 20-letno pogodbo o pomoči in prijateljstvu z Sovjetsko zvezo. Januarja 1945 se de Gaulle in ZDA niso strinjali glede tega, kako braniti Strasbourg med nemškim protinapadom.
De Gaulle je svojo vizijo politične organizacije demokratične države predstavil 16. junija 1946 v Bayeuxu. Te reforme so zlasti prizadele sodoben državni sistem socialne varnosti in so vključevale tudi volilno pravico žensk.

## Povojna politična kariera

### Začasna vlada
Že 16. maja 1945 je de Gaulle dosegel sprejem Francije v Varnostni svet ZN kot stalna članica. Po vojni je bil imenovan za predsednika začasne vlade. Ena od nalog, ki jih je opravila vlada, je bila sojenje Philippu Pétainu zaradi izdaje, katerega so avgusta 1945 obsodili na dosmrtno ječo. Zaradi nesoglasij s socialdemokrati in komunisti, ki so prevladovali v parlamentu vse od oktobrske revolucije, je de Gaulle 20. januarja 1946 odstopil, ker ni bil odobrljen nov osnutek ustave Četrte francoske republike. Zavzel se je za močnejši položaj predsednika v ustavi, medtem ko je večina v državnem zboru želela, da bi oblast skoncentrirali v parlamentu. Ko se to ni zgodilo, je leta 1947 ustanovil politično gibanje Rassemblement du Peuple Français (RPF), da bi podprl novo ustavo. Ko mu to ni uspelo, se je leta 1953 upokojil v Colombey-les-Deux-Églises. Leta 1947 je imel dva govora, ki sta veljala za pomembna: 7. aprila 1947 v Strasbourgu in 27. julija 1947 v Rennesu.

### Peta francoska republika
Francija, ki je na robu državljanske vojne zaradi napetosti med centralno vlado, neenotno in neorganizirano, in skrajno desničarsko skupino, pro-naseljencev iz Alžirije, se je imenovala Organisation de l'Armée Secrète (OAS), ki je zahtevala popolno politično represijo Alžirskega gibanja za neodvisnost Ahmeda Bena Belle in z resnimi finančnimi neravnovesji, podedovanimi iz te situacije, se je obrnila nanj nekaj trenutkov preden je izbruhnil državni udar proti zadnjemu premierju Pierru Pflimlinu. De Gaulle je 1. junija 1958 takoj prevzel funkcijo, pridobil polna pooblastila od predsednika Cotyja in generalne skupščine ter nadaljeval z ustanovitvijo Pete francoske republike, ki je bila množično odobrena na referendumu istega leta. Naslednje leto je predsedstvo dobil de Gaulle, ki je premagal komunista Georgesa Marraneja z 78 % glasov, ki je dosegel komaj 13 % glasov, in neodvisnega Andréja Châteleta z 9 %. To bi bile edine francoske predsedniške volitve, ki jih je organiziralo skupaj 80.000 ljudmi, ki ga sestavljajo poslanci, generalni svetniki in predstavniki sveta. Izkoristil je zagon, ki ga je pridobil, je podprl ustanovitev gibanja (ni želel, da bi se imenovala stranka) okoli njegove vloge, Zveze za novo republiko (UNR).
Tako je nastala ideologija gaulizma (v francoščini: Gaullisme) tretjega položaja s pridihi konzervativizma.
Za to fazo je značilno odločno nasprotovanje Združenimi državami Amerike preko ponovne potrditve francoske suverenosti, ki se je odrazila v izstopu integriranih vojaških struktur Nata (v katerega se Francija vrnila leta 2009, med predsedovanjem Nicolása Sarkozyja) in v zahtevi za pretvorbo francoskih dolarskih rezerv v zlato, kar je povzročilo svetovno finančno krizo, kar je bil eden od dejavnikov, ki so prisilili Richarda Nixona, da je avgusta 1971 prekinil konvertibilnost dolarja v zlato.
Končno se je Alžirija po krvavi nekonvencionalni vojni (gverilci, napadi ...) julija 1962 osamosvojila in s tem končala najbolj krvavi problem de Gaullove vlade. To je pomenilo radikalen preobrat v francoski zunanji politiki, ki opušča pretekle kolonialne kaprice in se osredotoča na evropsko gradnjo.
22. januarja 1963 sta se Nemčija in Francija sprli po podpisu Elizejske pogodbe s strani Charlesa de Gaulla in Konrada Adenauerja. Nesoglasja s sosednjimi državami glede izgradnje skupnega evropskega trga so zmanjšala de Gaullevo priljubljenost na domači fronti, kar je vplivalo na predsedniške volitve leta 1965. Na njih de Gaulle v prvem krogu ni mogel prevladati svoje zmage, saj je dobil 44 % glasov, 34 točk manj kot šest let prej. V takšni situaciji se je de Gaulle nameraval odreči kandidaturi in se umakniti iz politike zaradi neodobravanja, a je končno kandidiral in zmagal s 54 % proti 46 % Federacije demokratske in socialistične levice, ki jo je Mitterrand na čelu.
Leta 1964 je opravil zgodovinsko turnejo po več državah Latinske Amerike (kar se je spomnilo leta 2014), na kateri je obiskal več držav, kot so Venezuela, Urugvaj, Paragvaj, kjer se je srečal z diktatorjem Alfredom Stroessnerjem; Čile, kjer se je srečal s predsednikom Jorgejem Alessandrijem in novoizvoljenim predsednikom Eduardom Freijem Montalvo; Mehika, kjer se je srečal s predsednikom Adolfom Lópezom Mateosom in njegovimi predhodniki Emiliom Portesom Gilom, Lázarom Cárdenasom del Ríom, Miguelom Alemánom in Adolfom Ruizom Cortinesom. V tej državi je imel nekaj govorov v španščini v Zócalu v Mexico Cityju v prisotnosti tisoč ljudi; obiskal je tudi Brazilijo in Argentino, kjer je skupina privržencev Juana Dominga Perona iskala priložnost za združitev obeh političnih osebnosti. 
V zadnji fazi njegove vlade se je de Gaulle soočil s ponovnim vzponom družbenega konflikta, ki je vodil v tako imenovani »francoski maj« (1968, študentski in delavski upor, ki je povzročil padec kabineta gaulističnega premierja Georgesa Pompidouja). Leta 1969 je de Gaulle razpisal referendum o regijah v Franciji, da bi pridobil več legitimnosti, vendar je izgubil bitko. Poražen je bil, zato je odstopil in se umaknil iz politike.

## Poznejše življenje

### Upokojitev
De Gaulle je opoldne, 28. aprila 1969, odstopil s položaja predsednika, potem ko je na referendumu po vsej državi zavrnil njegovo predlagano reformo senata in lokalnih vlad. V osemminutnem televizijskem govoru dva dni pred referendumom je De Gaulle opozoril, da bo, če ga bo večina volivcev »odrekla«, takoj odstopil s položaja. Ta ultimat, skupaj s povečano de Gaullovo utrujenostjo med Francozi, je mnoge prepričal, da je to priložnost, da se znebijo 78-letnega generala, in reformni sveženj je bil zavrnjen. Dva meseca pozneje je bil Georges Pompidou izvoljen za njegovega naslednika.
De Gaulle se je ponovno upokojil in živel na svojem ljubljenem podeželskem posestvu z devetimi hektarji, La Boisserie (gozdna jasa), v Colombey-les-Deux-Églises, 120 milj jugovzhodno od Pariza. Tam je general, ki je starost pogosto opisoval kot »ladjelom«, nadaljeval svoje spomine, ki jih je svojemu tajniku narekoval po zapiskih. Obiskovalcem je de Gaulle rekel: »Dokončal bom tri knjige, če mi Bog da življenje.« Renewal, prvi od treh načrtovanih zvezkov, ki so se imenovali Memoirs of Hope, je bil hitro končan in je takoj postal najhitrejši prodajalec v zgodovini francoskega založništva. 

### Smrt
9. novembra 1970 je de Gaulle sedel na kavču v dnevni sobi ter gledal večerna poročila in igral Solitarie, ko se je ob 19:40 prijel za glavo in rekel: "Tukaj čutim močno bolečino." Nato je na kavču padel v nezavest, njegova žena pa je takoj poklicala zdravnika in lokalnega duhovnika. Kmalu potem, ko so prispeli, je Charles de Gaulle zaradi anevrizme umrl, v starosti 79 let. De Gaulle je umrl dva tedna pred svojim 80. rojstnim dnevom, kljub temu, da je vse življenje živel zelo dobro zdravje (razen operacije prostate nekaj let prej). Njegova žena je prosila, naj ji dovoli, da obvesti svojo družino, preden se objavi novica. Hitro ji je uspelo stopiti v stik s hčerko v Parizu, a njunega sina, ki je bil v mornarici, je bilo težko izslediti. Predsednik Georges Pompidou je bil obveščen šele ob 4. uri naslednjega dne in je približno 18 ur po dogodku objavil generalovo smrt na televiziji. Preprosto je rekel: »Le général de Gaulle est mort; la France est veuve.« ("General de Gaulle je mrtev. Francija je vdova.")
De Gaulle ni hotel da ga pokopljejo med slavnimi v Parizu, čeprav bi si to več kot zaslužil, ampak med svojimi sovaščani. Njegov pogreb, ki je bil izveden 12. novembra 1970, je bil največji takšen dogodek v francoski zgodovini, saj je bilo na stotine tisoč Francozov – mnogi so nosili odeje in košare za piknik – in na tisoče avtomobilov, parkiranih na cestah in polnih vzdolž poti do obeh prizorišč. Dogodka se je udeležilo na tisoče gostov, med njimi de Gaullov naslednik Georges Pompidou, ameriški predsednik Richard Nixon, britanski premier Edward Heath, generalni sekretar ZN U Thant, sovjetski državnik Nikolai Podgorny, italijanski predsednik Giuseppe Saragat, zahodnonemški kancler Willy Brandt in kraljica Juliana Nizozemska. Postavljeni so bili posebni vlaki, da so v regijo pripeljali dodatne žalujoče, množica pa je bila tako tesno nabita, da so morali tiste, ki so omedleli, odpeljati proti postajam prve pomoči. Generalovo truplo so na oklepnem izvidniškem vozilu prepeljalo v cerkev in ga v grob poleg njegove hčerke Anne odneslo osem mladeničev iz Colombeya. Ko so ga položili v grob, so zvonili zvonovi vseh cerkva v Franciji, začenši z Notre Dame in od tam naprej. Nato so ga pokopali v Colombey-les-Deux-Eglises. Njegov nagrobnik je skromen in preprost, nobenega granita ali marmorja. Na njegovem pogrebu je predsednik Pompidou je dejal: "de Gaulle je Franciji dal njene vladne institucije, njeno neodvisnost in njeno mesto v svetu."

## Zapuščina
Zgodovinarji so Napoleonu in de Gaullu priznali najvišji status francoskih voditeljev v 19. in 20. stoletju.
Glede na raziskavo iz leta 2005, ki je bila izvedena v okviru desete obletnice smrti socialističnega predsednika Françoisa Mitterranda, je 35 odstotkov vprašanih izjavilo, da je bil Mitterrand najboljši francoski predsednik vseh časov, sledita mu Charles de Gaulle (30 odstotkov) in nato Jacques Chirac (12 odstotkov). Druga anketa BVA štiri leta pozneje je pokazala, da 87 % Francozov pozitivno ocenjuje njegovo predsedovanje. 
Kipi, postavljeni v čast de Gaullu, so postavljeni v Londonu, Varšavi, Moskvi, Bukarešti in Quebecu. Prvi alžirski predsednik Ahmed Ben Bella je dejal, da je bil de Gaulle "vojaški vodja, ki je prinesel najhujše udarce" pred alžirsko neodvisnostjo, vendar je "videl dlje" od drugih politikov in je imel "univerzalno razsežnost, ki je prepogosto manjka" v sedanjih voditeljih." Prav tako je Léopold Sédar Senghor, prvi predsednik Senegala, dejal, da bi se le malo zahodnih voditeljev lahko pohvalilo, da so tvegali svoja življenja, da bi podelili neodvisnost kolonije.
Leta 1990 je predsednik Mitterrand, de Gaullov stari politični tekmec, vodil proslave ob 100. obletnici njegovega rojstva. Mitterrand, ki je nekoč o njem napisal jedljivo kritiko, imenovano "Permanentni državni udar", je citiral nedavno javnomnenjsko raziskavo in dejal: "Kot general de Gaulle je vstopil v panteon velikih narodnih herojev, kjer je pred Napoleonom, in za njim le Karel Veliki." Pod vplivom Jean-Pierra Chevènementa, vodje CERES-a, leve in suverenistične frakcije Socialistične stranke, se je Mitterrand, razen v nekaterih gospodarskih in socialnih politikah, zbral v večini gaulizem. Med sredino sedemdesetih in sredino devetdesetih let dvajsetega stoletja se je za "francoskim statusom" v Natu razvilo soglasje med levico in desnico, imenovano "Gaullo-Mitterandizem", tj. zunaj integriranega vojaškega poveljstva. 

### Spomeniki
V spomin na življenje Charlesa de Gaulla so zgradili številne spomenike. Največje francosko letališče, ki se nahaja v Roissyju, zunaj Pariza, se v njegovo čast imenuje letališče Charlesa de Gaullea. Po njem je poimenovana tudi francoska letalonosilka na jedrski pogon. 